# 소드 해변

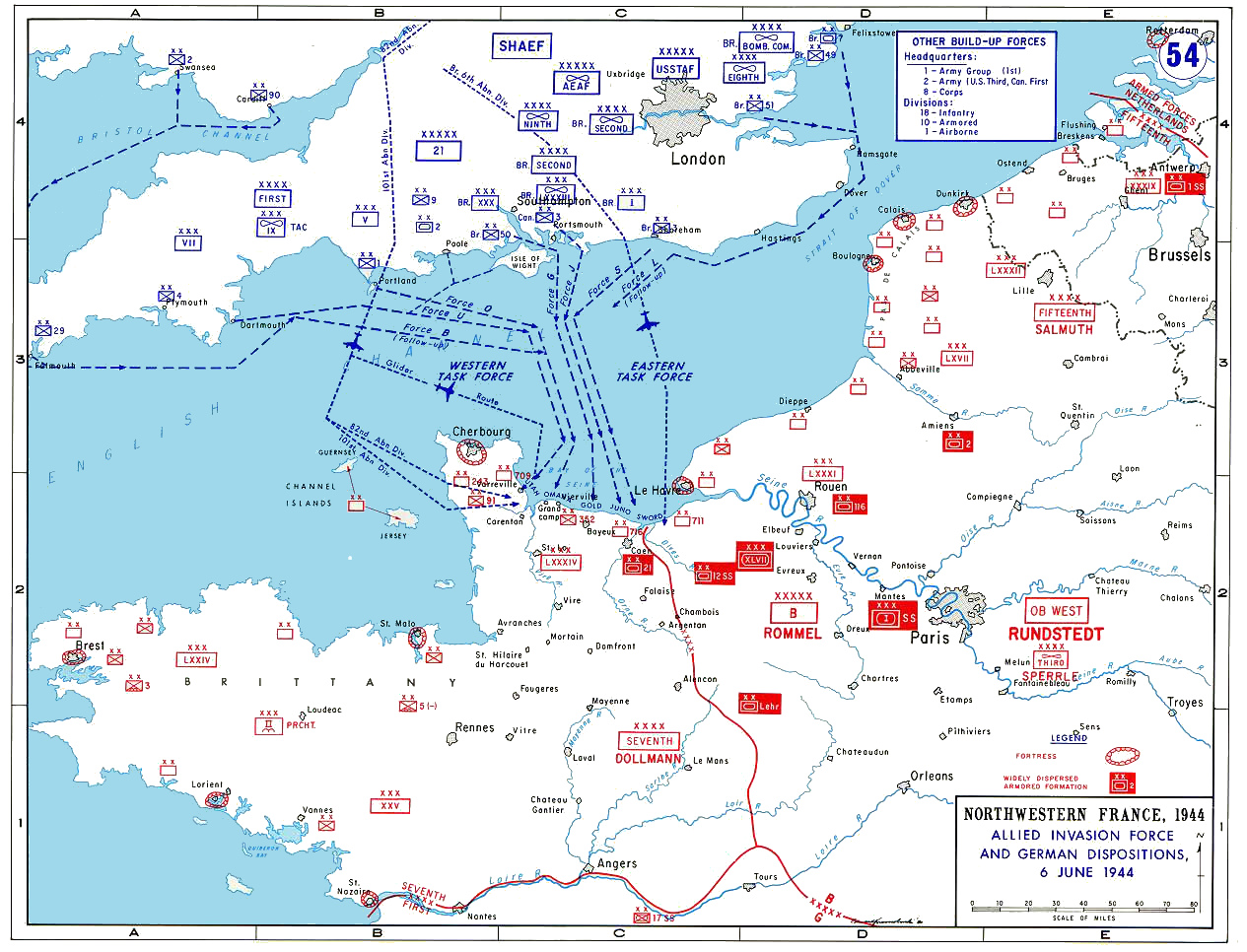
노르망디 지역과 프랑스 북서부 해안의 디데이 공격 지도. 유타 해변과 오마하 해변은 지도 해안선의 움푹 들어간 곳(또는 "모퉁이")에서 분명히 보이는 두브강 하구에 의해 분리되어 있다.

소드, 또는 일반적으로 잘 알려진 소드 해변(Sword Beach)은 오버로드 작전의 노르망디 상륙 때 벌어진 주요 강습 당시 노르망디 해안을 따라 난 5개의 해안 중 영국군의 상륙 지점 중 1곳에 부여된 이름이었다. 1944년 6월 6일 연합군은 나치 독일이 점령한 프랑스의 북부 해안에 상륙 작전을 펼쳤고, 이 중 가장 동쪽 해안이 소드 해변이었다. 위스트레헴부터 생오벵쉬르메르까지 이어진 약 8km의 해안인 소드 해변은 몇몇 구역으로 분리되었고 이 구역들은 다시 몇몇 개의 해안가로 분리되었다.
소드 해변에 직접 상륙하기로 되어 있던 영국 제3기계화사단은 퀸 레드, 퀸 화이트, 퀸 그린이라 암호화된 퀸 구역에서 공격을 시작했다. 5개의 해변 중 소드 해변에서 캉은 15km 밖에 떨어지지 않았기에 이곳에 상륙한 연합군은 캉을 주요 목표로 삼았다. 그러나 상륙에서는 사상자가 적었으나 해변으로부터의 진격이 교통 정체와 해안 교두보 후미의 강력한 방어선으로 지체되었다. 캉으로의 진전은 독일군 기갑사단의 반격으로 정지되었다.

## 배경
프랑스 공방전 이후, 영국 총리 윈스턴 처칠은 유럽 대륙과 나치 독일이 점령한 국가들에 되돌아 올 것을 주장했다. 더욱이 소비에트 연방을 지원하기 위해 1942년 북유럽에서 제2전선을 구축하는데 서구 연합국은 동의했다. 그러나 침공을 위한 물자의 부족으로 이는 연기되었지만 서부 유럽에서의 독일군이 치명적으로 약화되었고 소련의 상황이 호전될 때 연합군이 프랑스에 상륙한다는 계획은 착수되고 있었다. 이 무렵 1943년 내내 독일군이 점령한 프랑스으로의 주요 상륙에 대한 계획이 착수되고 있었다. 1942년 8월, 캐나다와 영국의 연합군이 디에프 기습으로 상륙 작전을 시도했으며 이는 해협 건너의 침공이 어떤 것인지 시험해 본 것이었다. 공격은 형편없이 계획되었고, 재앙으로 끝났다. 대서양 전투를 완벽히 끝내기 위해, 북아프리카 전역에서 추축국의 패배 이후 허스키 작전과 이탈리아 전역에서의 작전으로 인해 상륙 주정이 부족하게 되었고, 연합군은 1944년으로 침공년도를 미루게 되었다.
남유럽에서의 공세가 성공적으로 끝난 이후 연합군이 상륙 작전과 내륙 침공에 대한 귀중한 경험을 얻었고, 연합군의 상륙 계획자들은 북프랑스 침공에 대한 계획을 다시 검토하기 시작했다. 1944년 6월 5일로 상륙 날짜가 결정되었고, 코탕탱 반도에서 캉까지의 노르망디 해변가들이 상륙 지점으로 결정되었다. 오버로드 작전 당시 영국 제2군은 오른 강 일대와 포르텡베생 사이의 해변에 대한 공격을 맡았고, 독일군 점령 도시인 캉을 탈환하며 캉 동남쪽의 카몽레반테에 전선을 설립하는 것이 주요 목표였다. 이는 미국 제1군이 셸부르를 점령하는 동안 좌측을 보호하고 비행장을 확보하기 위함이었다. 캉과 그 주변 지역을 점령하는 것은 영국 제2군이 팔레즈를 점령할 수 있는 기회를 주는 것이었으며, 이는 아르장탕, 센강으로 진격할 수 있는 발판이 되는 것이기도 했다. 오버로드 작전은 군사 역사상 가장 큰 상륙 작전이었다. 그러나 병참 문제와 날씨의 악화로 1944년 6월 6일이 침공일이 되었다. 제21군집단의 사령관 버나드 로 몽고메리와 연합국 해외원정군 사령부의 지휘관 드와이트 아이젠하워는 캉을 첫 날 점령하고 파리를 90일 이내에 해방시키는 것을 주요 목표로 삼았다.

## 계획

### 연합군
노르망디 해안선은 통화표를 사용하여 코드네임을 부여한 17개 구역으로 나뉘었는데, 오마하 해변 서쪽의 에이블(Able)부터 소드 해변 동쪽 측면의 로저(Roger)까지였다. 침공이 유타 해변을 포함하도록 코탕탱반도까지 확장되면서 8개 구역이 추가되었다. 구역은 다시 그린(Green), 레드(Red), 화이트(White) 색상으로 식별되는 해변으로 세분화되었다.
디데이의 영미-캐나다 연합군 상륙 작전은 마일스 뎀프시 중장이 지휘하는 영국 제2군이 수행할 예정이었다. 존 크로커 중장이 지휘하는 제2군의 제1군단은 소드 해변을 점령하도록 배정되었다. 톰 레니 소장이 지휘하는 영국 제3보병사단은 해변을 공격하고 디데이의 주요 영국군 목표인 역사적인 노르만 도시 캉을 점령하는 임무를 맡았다. 공격을 위해 제3보병사단에 제27독립기갑여단, 제1특수근무여단 (자유 프랑스 코만도 포함), 제4특수근무여단 소속의 제41왕립해병코만도, 왕립 해병 기갑 지원 부대, 추가 포병 및 공병, 그리고 제79기갑사단의 일부 병력이 배속되었다. 제6해변단은 소드 해변에 상륙하는 병력과 상륙정을 돕고 해변 유지 보수 지역을 개발하기 위해 배치되었다.
제3보병사단은 소드 해변에서 7.5 마일 (12.1 km) 떨어진 캉으로 진격하라는 명령을 받았고, 제3캐나다보병사단은 서쪽 측면으로 진격하여 주노 해변에서 11 마일 (18 km) 떨어진 캉 외곽의 카르피케 비행장을 확보하도록 지시받았다. 제3보병사단은 또한 통가 작전 동안 오른강과 캉 운하에 걸쳐있는 교량을 확보한 제6공수사단의 병력을 구원하고, 캉 북쪽의 고지를 확보하며, "가능하다면 캉 자체"를 점령하도록 명령받았다. 마지막 지점은 침공 전 제1군단 사령관 크로커 장군이 사단에 해질녘까지 캉을 점령하거나 도시 북서쪽과 베누빌에 병력을 주둔시켜 "효과적으로 봉쇄"해야 한다고 지시하면서 더욱 강조되었다.

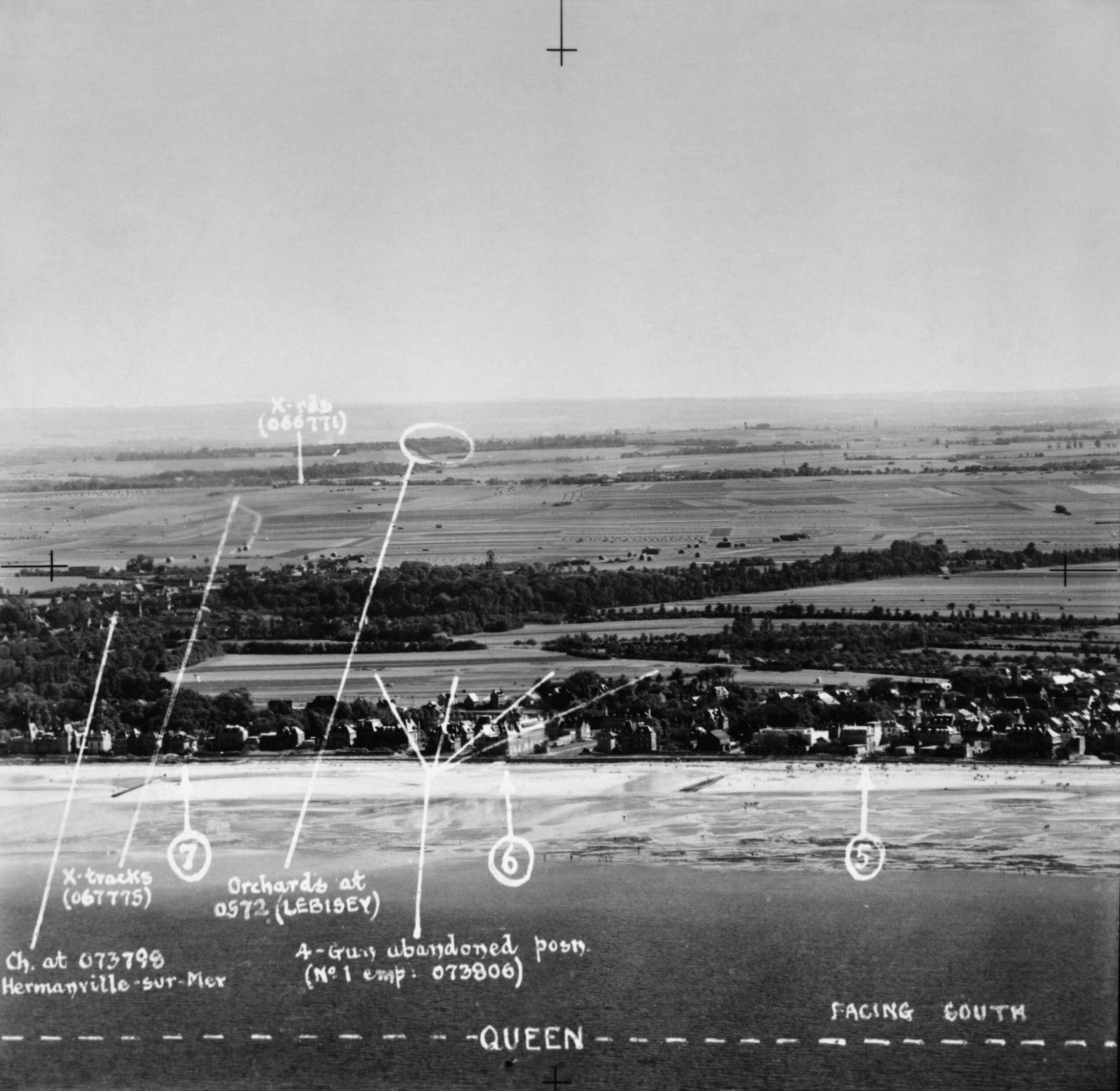
1943년 8월 16일 촬영된 퀸 해변

소드 해변은 서쪽의 생오뱅쉬르메르부터 동쪽의 오른강 하구까지 약 5 마일 (8.0 km)에 걸쳐 펼쳐져 있었다. 이곳은 다시 네 개의 상륙 구역으로 세분화되었다. 서쪽에서 동쪽으로 이 구역들은 '오보'(Oboe, 생오뱅쉬르메르에서 뤽쉬르메르까지), '피터'(Peter, 뤽쉬르메르에서 리옹쉬르메르까지), '퀸'(Queen, 리옹쉬르메르에서 라 브레슈 에르망빌까지), 그리고 마지막으로 '로저'(Roger, 라 브레슈 에르망빌에서 위스트레헴까지)였다. 상륙을 위해 선택된 구역은 퀸 구역의 1.8 마일 (2.9 km) 폭의 '화이트'와 '레드' 해변이었는데, 얕은 암초가 다른 구역으로의 접근을 막았기 때문이었다. DD 전차의 지원을 받는 두 보병 대대가 공격을 선도하고 그 뒤를 코만도와 나머지 사단 병력이 따를 예정이었다. 상륙은 07:25에 시작될 예정이었다.

### 독일군

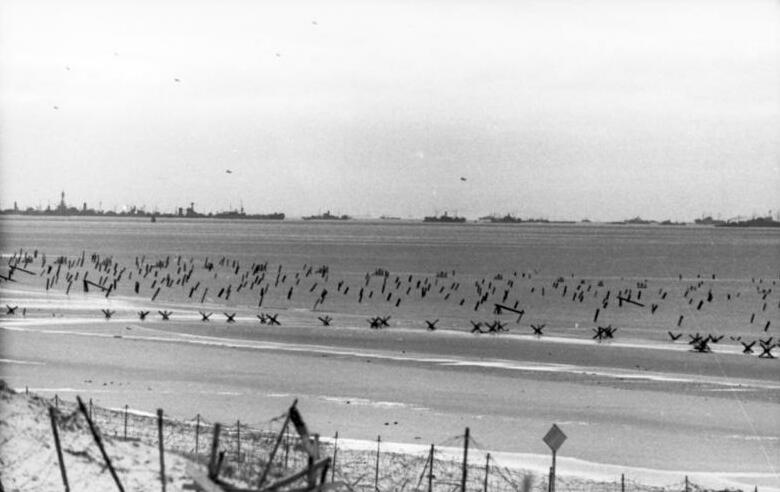
독일군 해변 방어의 한 예시

1942년 3월 23일, 총통 지침 제40호는 프랑스 해안을 따라 콘크리트 포대, 기관총 진지, 지뢰밭, 해변 장애물로 이루어진 대서양 방벽의 공식적인 건설을 요구했다. 요새는 처음에는 항구 주변에 집중되었지만, 1943년 말부터 다른 지역으로 확장되었다. 비록 독일 국방군은 러시아, 북아프리카, 이탈리아 전역에서 병력과 사기가 크게 고갈되었지만, 여전히 강력한 전투력을 유지하고 있었다. 그러나 1943년 말 프랑스 해안에 주둔한 독일 사단 대부분은 신병 부대이거나 동부 전선에서의 임무를 마치고 휴식 및 재정비 중인 베테랑 부대였다. 총 856,000명의 병력이 프랑스, 주로 채널 해안에 주둔하고 있었다. 이들은 추가로 60,000명의 힐프스빌리게 (독일군에 징집된 러시아 및 폴란드인)의 지원을 받았다.
게르트 폰 룬트슈테트 육군원수와 에르빈 롬멜 육군원수의 지휘 아래, 대서양 방벽의 방어는 대폭 강화되었다. 1944년 상반기에만 120만 톤의 강철과 1,730만 세제곱 야드의 콘크리트가 사용되었다. 북프랑스 해안은 또한 400만 개의 대전차 및 대인 지뢰와 50만 개의 해변 장애물로 가득했다.
소드 해변과 그 후방에는 여러 포대를 포함한 20개의 강력한 요새가 건설되었다. 해안선은 목재 말뚝, 지뢰, 체코 고슴도치, 용치로 뒤덮여 있었고, 해변 위쪽에는 독일군이 참호, 총좌, 박격포 진지, 기관총 진지의 네트워크를 구축했다. 철조망이 이 진지들을 둘러싸고 해변을 따라 배치되었다. 해변 자체는 일반적으로 평탄하고 노출되어 있었으며, 몇몇 흩어져 있는 벙커와 해안선을 따라 늘어선 휴가용 주택 및 관광 시설에 기관총 및 저격수 진지가 배치되어 방어되었다. 방어를 강화하기 위해 6개의 요새가 건설되었는데, 각 요새에는 최소 8문의 5 cm Pak 38 50 mm 대전차포, 4문의 75 mm 포, 1문의 88 mm 포가 설치되었다. (영국군이 코드명 Cod로 명명한) 요새 중 하나는 퀸 구역과 직접 마주보고 있었다. 해변으로부터의 출구는 다양한 장애물로 막혀 있었고, 해변 뒤편에는 6개의 포대가 배치되어 있었는데, 그 중 3개는 요새 내부에 위치했다. 이들 후자 포대에는 4문의 100 mm 포와 최대 10문의 155 mm 포가 있었다. 또한 오른강 동쪽에는 소드 해변과 침공 함대에 사정권 내에 있는 4문의 체코슬로바키아 100 mm 곡사포가 있는 메르빌 포대가 위치했다. 셸부르와 센강 사이에는 5개의 침공 해변을 포격할 수 있는 총 32개의 포대가 있었는데, 그 중 절반은 6-피트 (1.8 m) 철근 콘크리트 포대에 배치되었다.

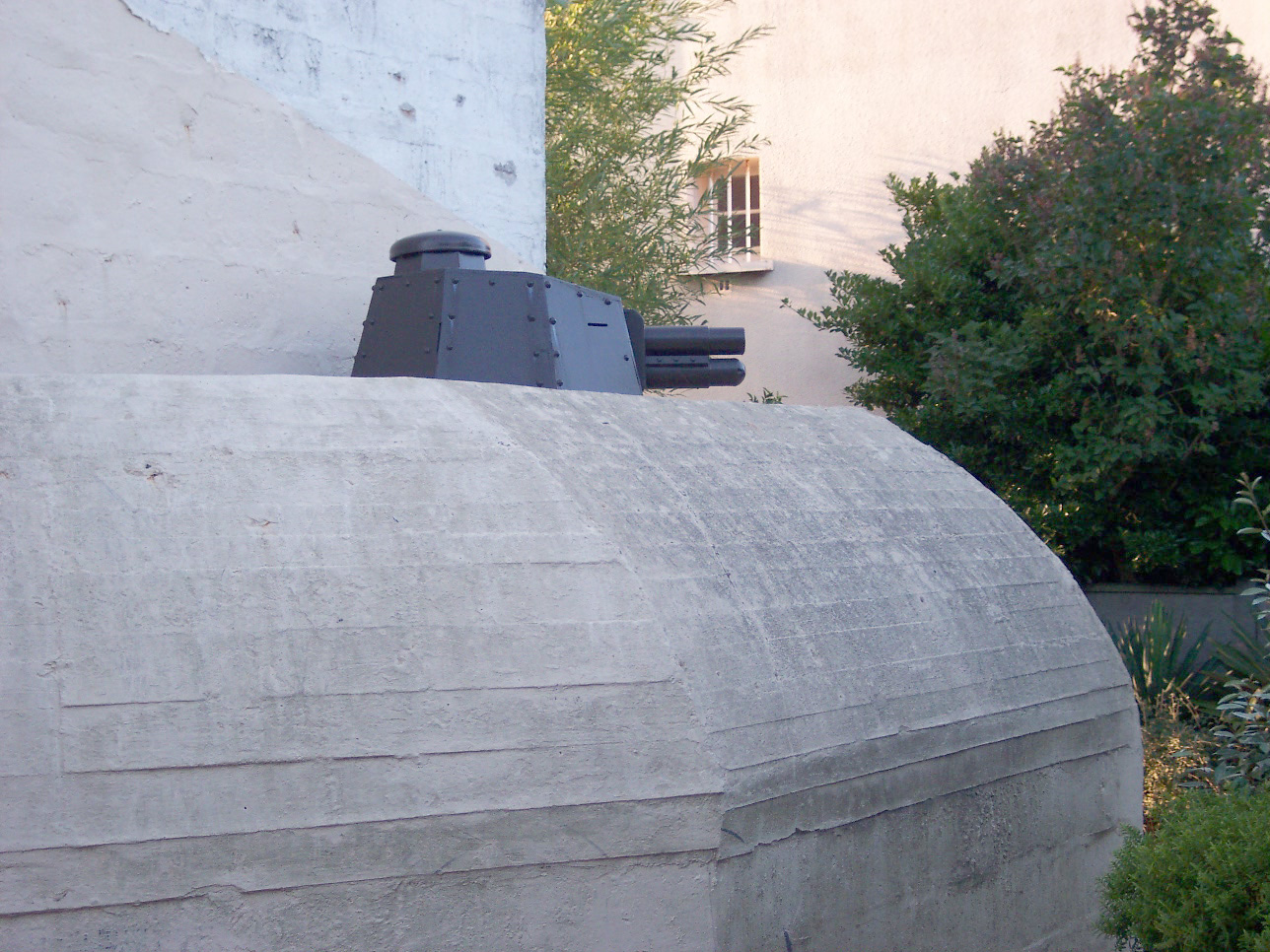
위스트레헴의 독일군 방어; 포탑은 르노 FT-17 전차의 것이다.

1942년 봄부터 빌헬름 리히터 육군 소장이 지휘하는 8,000명 규모의 제716정지사단은 노르망디의 칼바도스주 해안을 방어하도록 배치되었다. 1942년 3월, 제352보병사단이 서부 칼바도스 해안을 통제하게 되면서, 제716사단은 캉 북쪽에 위치하여 8마일(13km)에 달하는 해안선을 방어하게 되었다. 사단은 4개의 정규 보병 대대, 2개의 동방 대대, 그리고 포병 부대로 구성되었다. 4개의 보병 중대가 소드 해변을 따라 배치되었고, 그 중 2개 중대는 퀸 구역을 마주보고 있었으며, 다른 4개 중대는 해변 뒤편 내륙에 배치되었다. 더 내륙에는 에트가어 포이흐팅거 육군 소장이 지휘하는 16,297명 규모의 제21기갑사단이 캉 주변의 오른강 양쪽에 배치되어 상륙 시 즉각적인 반격 부대로 사용될 예정이었다. 1944년 5월, 제21기갑사단의 두 기갑척탄병 대대와 대전차 대대가 리히터의 지휘 아래 배치되었는데, 이 배치는 제21기갑사단을 기동 예비군에서 제외시켰다. 이들 대대 중 하나는 사단의 대전차포와 몇 대의 기동 155mm 포와 함께 소드 해변 남쪽 3 마일 (4.8 km)에 위치한 해발 약 50 미터 (160 ft)의 페리에르 능선에 배치되었다.

## 편성

### 제3사단 그룹

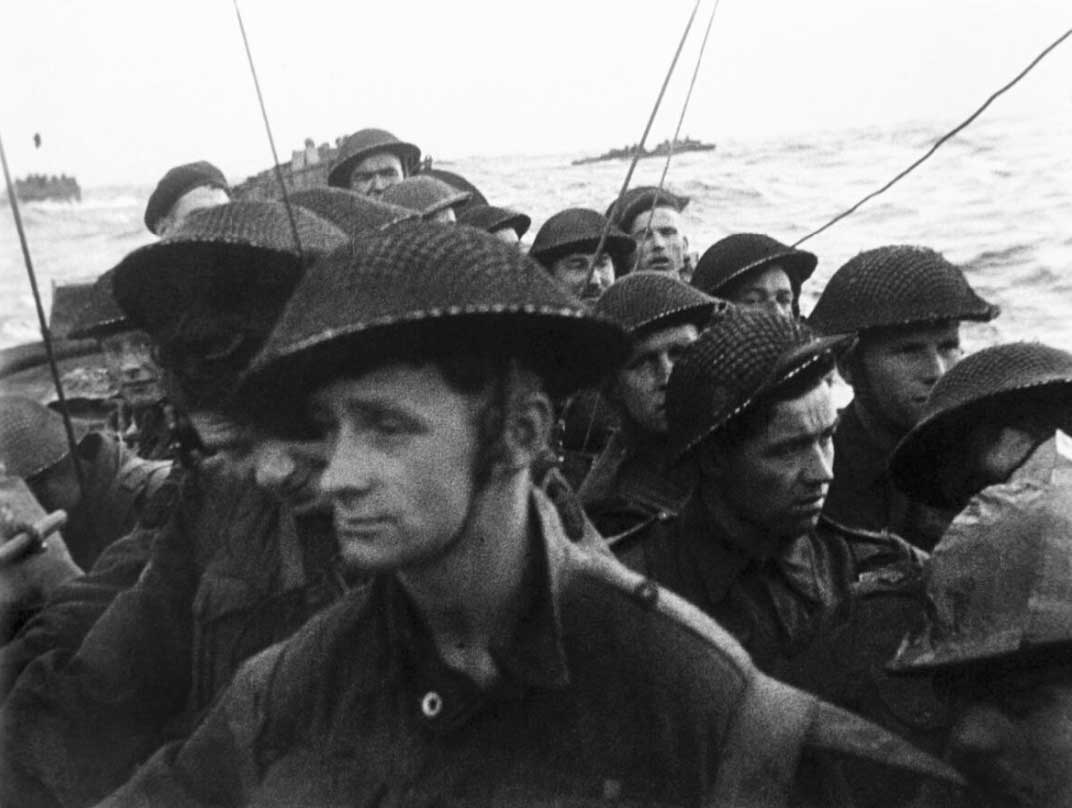
1944년 6월 6일, 디데이 상륙 작전 중 코만도들이 소드 해변으로 접근하는 상륙정 위에 있는 모습을 담은 영화 스틸컷.

제3사단 – 토마스 G. 레니 소장
제8보병여단 (공격 여단)
- 서퍽 연대 제1대대
- 이스트 요크셔 연대 제2대대
- 사우스 랭커셔 연대 제1대대

제9보병여단
- 링컨셔 연대 제2대대
- 킹스 오운 스코티쉬 보더러스 제1대대
- 로열 얼스터 소총병 제2대대

제185보병여단
- 로열 워릭셔 연대 제2대대
- 로열 노퍽 연대 제1대대
- 킹스 오운 슈롭셔 경보병 제2대대

사단 직속 부대
- 왕립기갑군단 제3정찰연대
- 왕립포병 (RA) 제3사단 본부
  - 제33 및 제76 야전연대, RA (자주포)
  - 제7 야전연대, RA
  - 제20 대전차연대, RA
  - 제92(로열스)경대공연대, RA
- 제3사단 영국 왕립공병대 (RE)[51][52] – CRE: R.W. 어크하트 중령
  - 제17 야전중대, RE
  - 제245 야전중대, RE
  - 제253 야전중대, RE
  - 제15 야전공원중대, RE
- 제3사단 통신대, 영국 왕립통신군단
- 미들섹스 연대 제2대대 (기관총)

배속 부대 및 편성
제27기갑여단
- 13/18 왕립 후사르 (DD 전차)
- 이스트 라이딩 오브 요크셔 여단 기병 제1대대
- 스태퍼드셔 여단 기병

제5돌격연대, RE
- 제77 및 제79 돌격대대, RE (AVRE)
- 제629 야전중대, RE
- 제71 야전중대, RE
- 제263(서섹스)야전중대, RE (해변 장애물 제거 파티로 제12군단 공병대에서 배속)[54]

 제1특수근무여단 (소드 해변 동단에 상륙) – 로바트 경 준장
- 제3코만도 – 피터 영 중령
- 제4코만도 – 로버트 도슨 중령
  - 제10(연합)코만도 소속 프랑스 해병 코만도 176명 부대, 필리프 키퍼 사령관 지휘하에 제4코만도와 함께 상륙
- 제6코만도 – 데릭 밀스-로버츠 중령
- 제45(왕립 해병)코만도 – 찰스 리스 중령

 제4특수근무여단 (주노 해변과 소드 해변 사이에 상륙)
제101 해변 하위 구역
- 제5해변단 (퀸 구역)
  - 킹스 연대 (리버풀) 제5대대
- 'M' 대공 돌격단 (제80대공여단 소속)[56][57][58]
  - 제73경대공연대 본부대, RA – J.A. 암스트롱 중령
    - 제218 경대공포대 및 제296 경대공포대 (2개 부대 제외)

  - 제93경대공연대 제322경대공포대 G & H 부대, RA
  - 제103중대공연대 제322중대공포대 및 제323중대공포대 C 부대, RA
  - 제474독립서치라이트포대 B 부대, RA
  - 제16 사격통제소, RA
  - 제76 및 제103 해안관측대, RA
  - 왕립 공병단 제112중대 1개 소대 (연막탄 생성기)
  - 제73경대공연대 작업장, 왕립 전기 및 기계 공병대 (REME)
- 'N' 대공 돌격단 (제80대공여단 소속)[56][57]
  - 제103중대공연대 본부대, RA – H.E. 존스턴 중령 (제101 해변 하위 구역 대공 방어 사령관)
    - 제323중대공포대 D 부대 및 제324중대공포대

  - 제73경대공연대 제220경대공포대, RA
  - 제93경대공연대 제322경대공포대 I 부대, RA
  - 제474탐조등포대 C 부대, RA
  - 제160 대공 작전실, RA
  - 왕립 공병단 제112중대 1개 소대
  - 제103중대공연대 작업장, REME
- 제18 GHQ 병력 공병대[51][52] – CRE: J.H. 보이드 중령
  - 제84 야전중대, RE
  - 제91 야전중대, RE
  - 제8 및 제9 보급대, RE
  - 제50 기계장비대, RE
  - 제205 작업대, RE
  - 제654 및 제722 공예작업중대, RE
  - 제176 작업 및 공원중대 2개 전진 공원대, RE
  - 제49 폭발물 처리반, RE
  - 제999 및 제1028 항만 운영중대, RE
  - 제940 내륙 수송중대, RE
  - 왕립 공병단 5개 중대
- 제6해변단 (예비)
  - 옥스포드셔 및 버킹엄셔 경보병연대 제1버킹엄셔대대

## 소드 해변에서의 디데이

### 영국군의 공격

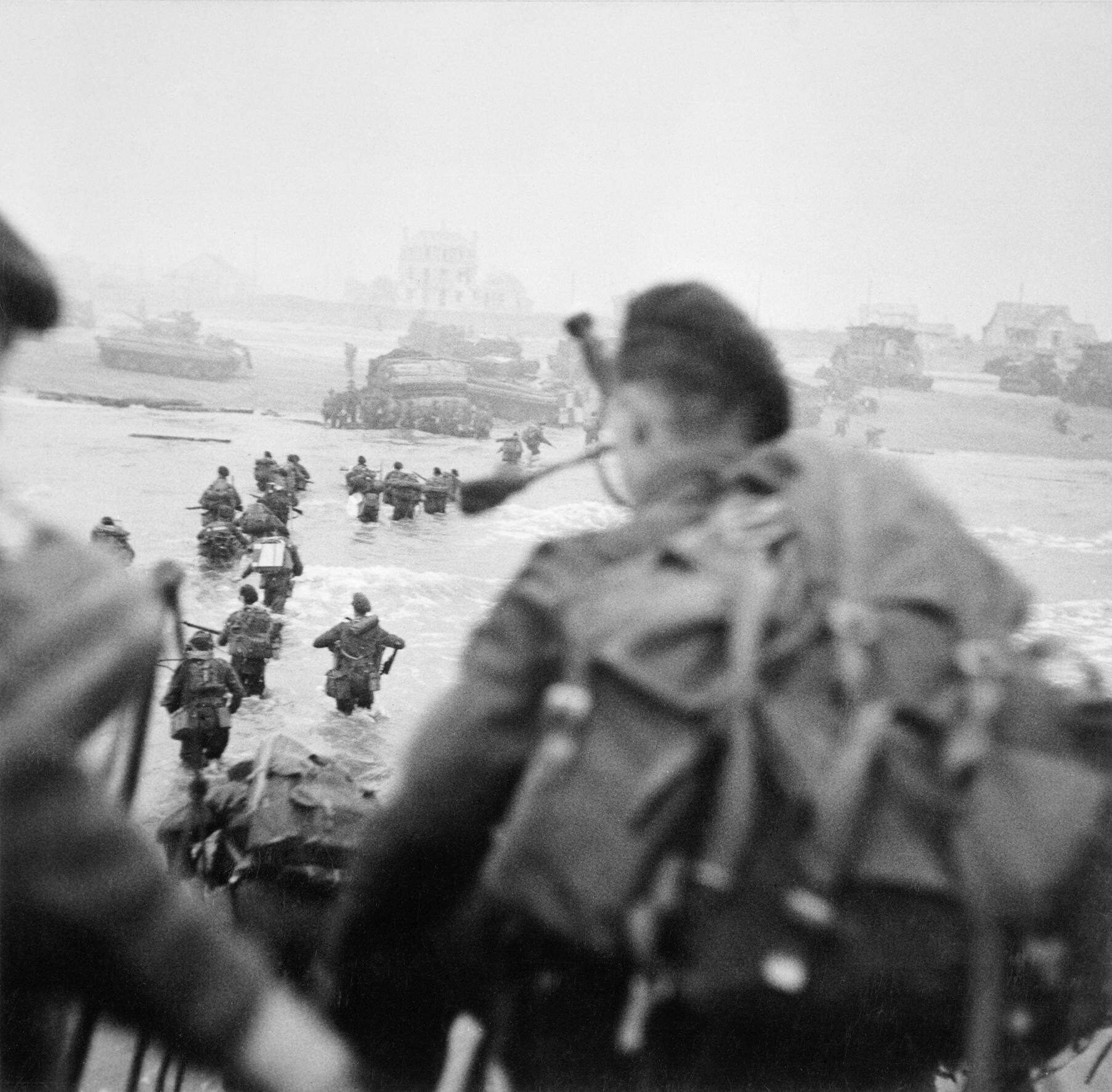
행렬 우측의 사이먼 프레이저가 소드 해변에서 물을 헤치고 있다. 전경의 인물은 피리 부는 병사 빌 밀린이다.

소드 해변에 대한 공격은 03시경 독일 해안 방어 시설과 포병 진지에 대한 공중 및 해상 포격으로 시작되었다. 상륙은 여울로 인해 다른 접근이 불가능했기 때문에 에르망빌쉬르메르 앞의 퀸 레드와 퀸 화이트에 집중되었다. 07시 25분, 첫 부대가 해변으로 향했다. 이들은 제13/18 후사르의 상륙용 DD 전차였고, 그 뒤를 제8보병여단, AVRE를 탄 왕립 공병대, 그리고 '호바트의 장난감'이라는 별명이 붙은 다양한 기이한 모양의 특수 차량들이 바싹 따랐다. 공병들은 에르망빌 남쪽 페리에르 능선에서 쏟아지는 소총 사격과 포격 속에서도 지뢰와 장애물을 제거하는 작업을 시작했다. 해변의 저항은 처음에는 상당히 강했고, 파괴된 차량들이 쌓이고 사상자가 속출했다. 그러나 대부분의 기갑 차량이 성공적으로 상륙하면서 영국군은 즉시 주변 지역을 확보할 수 있었다. 09시 30분까지 공병대는 해변의 8개 출구 중 7개를 개통하여 내륙 진격이 시작될 수 있었다.
영국과 프랑스 코만도들은 소드 해변의 동쪽 끝에 있는 해변 마을 위스트레헴에서 거센 저항에 부딪혔지만, 적의 요새를 제거할 수 있었다. 13시까지 제1특수근무여단은 오른강과 캉 운하의 교량에 도달하여, 교량을 방어하고 있던 제6공수사단 공수부대와 합류했다. 공수부대는 앞서 메르빌 포대에서 격렬한 야간 전투 끝에 독일군 포대를 무력화시켰다.
소드 해변의 서쪽 측면에서, 제4특수근무여단의 코만도들은 리옹쉬르메르를 확보하고 주노 해변에서 캐나다군과 합류하기 위해 진격했지만, 강한 저항에 부딪혔고 몇 시간 동안 격렬한 포화에 묶여 있었다. 주 상륙 지역 주변에서, 제3보병사단 병력은 10시까지 에르망빌쉬르메르를 확보했지만, 페리에르 능선으로 천천히 싸워 올라가 내륙으로 진격하는 데 더 어려움을 겪고 있었다. 더 많은 병력, 차량, 장비가 해변에 도착하면서 교통 체증이 더욱 상황을 복잡하게 만들었다. 영국군이 캉에 대한 즉각적인 공격에서 오른쪽 측면을 보호하기 위해 제3캐나다보병사단과 합류할 수 없다는 것이 점차 분명해지고 있었다. 킹스 슈롭셔 경보병 부대는 에르망빌-캉 도로를 따라 계속 진격하여 캉 근처의 비에빌-뵈빌에 도달했지만, 소수의 자주포만 지원받았고 측면이 노출되었다. 오후 동안, 캉 주변에 주둔한 제21기갑사단은 디데이의 유일한 주요 독일군 반격을 감행했다.

### 독일군의 반격

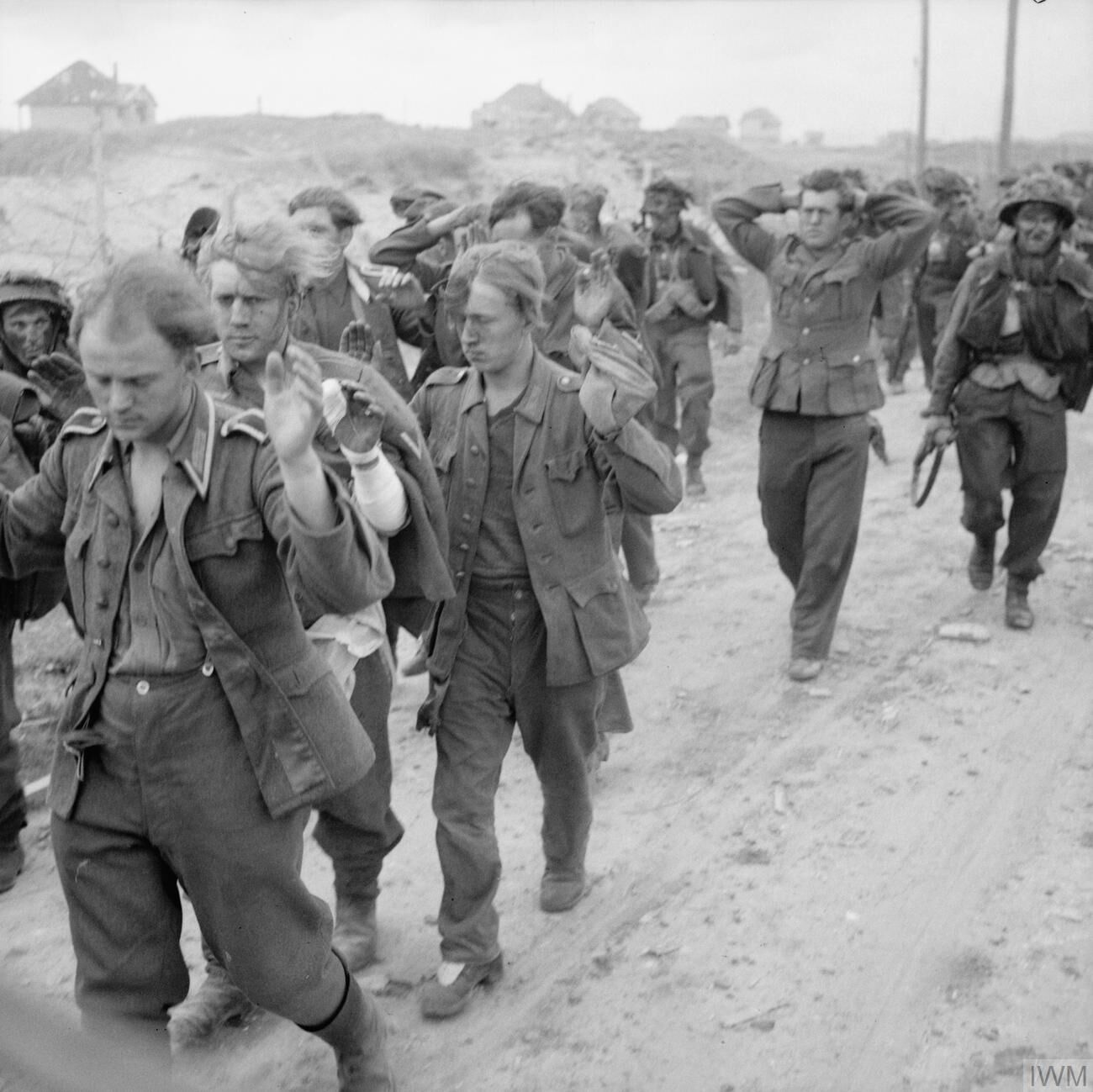
소드 해변 퀸 구역을 따라 행진하는 독일군 포로들

4호 전차 127대를 포함한 강력한 무장을 갖춘 제21기갑사단은 신속 대응군으로 사용될 예정이었다. 그러나 6월 6일 아침, 사단장 에트가어 포이흐팅거 소장은 파리에 있었고, 롬멜은 독일에 있었다. 사단은 그날 늦게까지 반격 명령과 준비를 완료할 수 없었다. 17시경, 오른강 동쪽과 서쪽에서 두 차례의 공격이 개시되었다. 한스 폰 루크 소령 지휘하의 제2대대와 지원 부대가 수행한 동쪽 공격은 제6공수사단의 오른강 교두보를 파괴하기 위한 것이었지만, 곧 강력한 연합군 공습과 해군 포격에 의해 저지되었다. 서쪽에서는 더 큰 기갑 집단이 처음에는 다소 나은 성과를 거두었다. 소드 해변과 주노 해변 사이의 간격을 이용하여, 제192기갑척탄병 연대 일부는 20시까지 리옹쉬르메르 해안에 도달할 수 있었다. 대공 부대와 루프트바페의 지원이 거의 없었기 때문에, 이들 역시 연합군 항공기의 공격으로 손실을 입었다. 영국 제6공중상륙여단의 글라이더 250대가 오퍼레이션 말라드에서 오른강 교두보를 강화하기 위해 이들의 상공을 비행하자, 독일군은 포위될 것이라고 믿고 퇴각했다.
루프트바페는 이 지역에서 특히 약했지만, 디데이에 드물게 주간에 등장하여 공격을 지원하려고 했다. 후고 슈페를레 공군 원수는 제3항공함대의 지휘관으로서 노르망디의 공중 방어를 책임지고 있었으며, 모든 가용 병력을 동원하여 교두보를 공격하라고 명령했다. 융커스 Ju 88의 제54폭격비행단은 나비 폭탄으로 영국군 진지를 공격했다. 제54폭격비행단 제3항공단은 리옹쉬르메르를 공격했고, 제54폭격비행단 제1항공단은 오른강 하구의 선박들을 폭격했다. 영국 왕립공군 제145비행단은 독일 항공기 5대를 요격하여 격추시켰다.

## 여파

### 분석

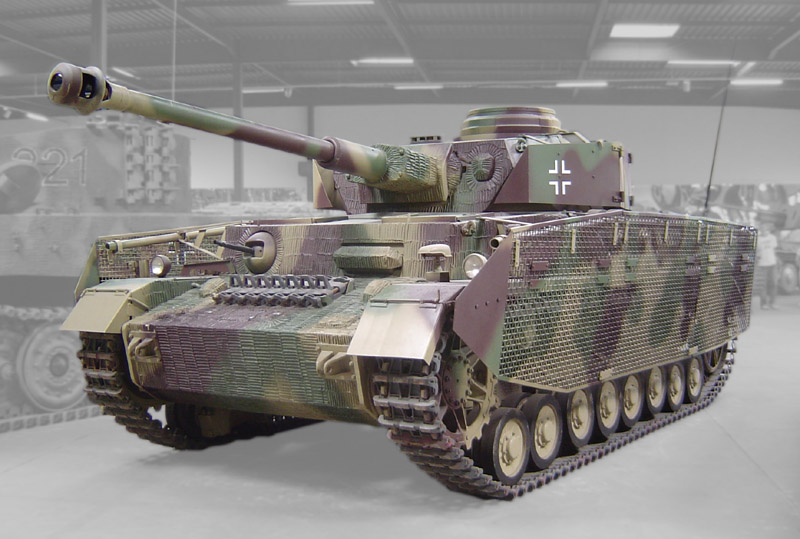
4호 전차는 독일 제21기갑사단의 주력 전차였다. 6월 6일 당시 사단은 127대의 4호 전차를 보유하고 있었다.

디데이 종료 시점까지 제1군단 소속 28,845명의 병력이 소드 해변을 통해 상륙했다. 영국 공식 역사학자 라이오넬 엘리스는 "대서양 방벽에도 불구하고 작전 첫날 프랑스에 156,000명 이상의 병력이 상륙했다"고 기록했다. 소드 지역에서의 영국군 사상자는 683명에 달했다. 영국군과 캐나다군은 다음 날 연합하여 캉으로의 진격을 재개했지만, 침공 3일 만에 진격이 중단되었다. 6월 7일, 제51(고지)보병사단과 제30군단에 의한 집게발 공격인 작전 페르슈가 개시되어 캉을 동서 양쪽에서 포위하려 했다. 제21기갑사단은 제51사단의 진격을 저지했고, 제30군단의 공격은 빌레르보카쥬 전투로 이어져 영국 제7기갑사단의 선두 부대가 곧 철수하게 만들었다. 다음 공세인 앱섬 작전은 6월 26일 영국 제8군단이 캉을 서쪽에서 포위하기 위해 개시했다. 독일군은 이 공세를 막아냈지만, 이를 위해 모든 가용 병력을 투입해야 했다.
6월 27일, 제3보병사단과 지원 전차들은 미튼 작전을 개시했다. 목표는 독일군이 점령한 두 샤토인 라 롱드와 르 랑델을 점령하는 것이었다. 초기 저녁 공격은 격퇴되었지만 다음날 아침 공격은 목표를 달성하고 여러 독일 전차를 파괴했다. 미튼 작전은 최소 3대의 영국 전차와 268명의 병력을 희생시켰다. 2003년 코프는 이 샤토들을 위한 전투가 이 지역을 "노르망디에서 가장 피비린내 나는 1제곱마일"로 만들었다고 썼다. 노먼 스카프는 1947년에 이 작전이 더 원활하게 진행되었다면, 사단의 추가 병력과 제3캐나다사단의 병력이 캉 북쪽의 여러 마을을 점령하려는 야심찬 계획인 애벌루어 작전을 개시했을 것이지만, 이 공격은 존 크로커 중장에 의해 취소되었다고 썼다. 며칠 후 제1군단은 캉을 점령하기 위해 샤른우드 작전이라는 새로운 공세를 시작했다. 정면 공격으로 도시의 북쪽 절반이 점령되었지만, 독일군은 오른강 남쪽 도시를 계속 점령하고 있었다. 캉의 남쪽 절반은 12일 후에 캐나다 보병에 의해 애틀랜틱 작전 동안에야 점령되었다.

## 같이 보기
- 소드 포격단 함선 목록

## 내용주
각주
1. ↑  역사가 스티븐 배드시는 해변 자체는 2개 중대, 즉 300명 이하의 병력으로만 방어되었다고 언급했다.[3] 다른 중대는 내륙과 위스트레헴에 배치되었다.[4]
2. ↑  카를로 데스테와 켄 포드는 제21기갑사단의 두 보병연대, 전차연대, 공병대대, 포병연대의 다양한 병력이 6월 6일 전투에 모두 참여했다고 언급했다.[7][8] 니클라스 제털링은 6월 1일 이들 병력이 9,778명에 달했다고 언급했다.[9]
3. ↑  제3보병사단은 디데이에 683명의 사상자를 기록했다. 제8보병여단은 367명의 사상자를 기록했고, 제9보병여단의 디데이 사상자는 알려지지 않았지만 경미하다고 기록되어 있으며, 제185보병여단은 232명의 사상자를, 사단 기관총 대대는 36명의 사상자를 기록했다.[10] 코만도는 해변에서만 18명이 전사하고 30명이 부상을 입었다.[11]
4. ↑  전차 20대 파괴 및 "30대 이상 손상"[12]

인용
1. 1 2  Ellis, p. 223
2. ↑  Fortin, p. 58
3. ↑  Buckley (2006), p. 53
4. 1 2 3 4 5  Ford, pp. 24–25
5. 1 2 3  D'Este, p. 124
6. 1 2  Ellis, p. 204
7. ↑  D'Este, pp. 136, 139
8. ↑  Ford, pp. 71–72
9. ↑  Zetterling, 21st Panzer Division
10. ↑  Ford, p. 86
11. ↑  Ford, p. 112
12. ↑  Ford, p. 80
13. ↑  Buckley (2006), p. 137
14. ↑  D'Este, p. 21
15. ↑  Bauer, 44
16. ↑  Ellis, p. 7
17. ↑  Granatstein, p. 11
18. 1 2  Ellis, p. 9
19. ↑  Granatstein, pp. 13–14
20. ↑  Zuehlke, p. 25
21. ↑  Ellis, p. 140
22. 1 2 3  Granatstein, p. 18
23. ↑  Ellis, p. 78
24. ↑  Ellis, p. 81
25. ↑  Buckingham 2005, 88쪽.
26. ↑  Williams, p. 24
27. 1 2  Wilmot, p. 273
28. ↑  Ford, pp. 28–29, 42
29. ↑  Ford, p. 17
30. ↑  Scarfe, p. 18
31. 1 2  Wilmot, p. 274
32. ↑  Ford, pp. 36–37, 40–41
33. ↑  Ford, p. 37
34. ↑  Ford, pp. 37, 42
35. ↑  Ford, p. 47
36. ↑  Kaufmann & Kaufmann, pp. 196–197
37. 1 2  Granatstein, p. 19
38. ↑  Wieviorka, p. 157
39. 1 2  Saunders, p. 35
40. ↑  Ford, pp. 32, 49
41. 1 2 3  Notes on Operations of 21 Army Group, p. 3
42. ↑  Buckingham, p. 145
43. ↑  Harclerode, p. 319
44. ↑  Ford and Gerrard, p. 16.
45. 1 2  Copp, p. 37
46. ↑  Beevor, p. 29
47. ↑  Ford, p. 23
48. 1 2  D’Este, p. 117
49. ↑  Buckley, p. 20
50. ↑  Ford, p. 65
51. 1 2 3 4 5  Joslen, pp. 584–585.
52. 1 2  Pakenham-Walsh, pp. 335–336.
53. ↑  Watson & Rinaldi, p. 124.
54. ↑  Morling, p. 221.
55. ↑  Rogers p. 20
56. 1 2  80 AA Bde Operation Order No 1, 20 May 1944, in 80 AA Bde War Diary 1944, The National Archives (TNA), Kew, file WO 171/1085.
57. 1 2  Routledge, pp. 305–307.
58. ↑  3 Division at Royal Artillery 1939–45.
59. ↑  Thompson, pp. 133–139
60. 1 2 3 4  Ford and Gerrard, p. 13.
61. ↑  Thompson, p. 139
62. ↑  Thompson, pp. 139–140
63. ↑  Mitcham, p. 18.
64. ↑  Von Luck, pp. 178–179
65. ↑  Thompson, p. 151
66. ↑  Weal 2000, p. 81.
67. ↑  de Zeng 2007, pp. 183, 190.
68. ↑  Ford, pp. 86, 112
69. ↑  Ford, pp. 90, 96
70. ↑  Keegan, p. 143.
71. ↑  Ellis, p. 250
72. ↑  Van der Vat, p. 139
73. ↑  Taylor, p. 76
74. ↑  Clark, pp. 32–33
75. ↑  Clark, pp. 31–32
76. ↑  Hart, p. 108
77. 1 2  Scarfe, pp. 68–69
78. 1 2  Fortin, p. 30
79. 1 2  Copp (2004), p. 113
80. 1 2  Williams, p. 131
81. ↑  Bercuson, p. 222
82. ↑  Trew, p. 102

## 더 읽어보기
- Fisher, Stephen (2024). 《Sword Beach: The Untold Story of D-Day's Forgotten Battle》. 트랜스월드. ISBN 978-1787636712.